# Viscount Avonmore
Viscount Avonmore, of Derry Island in the County of Tipperary, war ein erblicher britischer Adelstitel in der Peerage of Ireland.
Der Titel wurde am 29. Dezember 1800 für den ehemaligen Attorney-General for Ireland und Chief Baron of the Irish Exchequer Barry Yelverton, 1. Baron Yelverton geschaffen. Bereits am 15. Juni 1795 war ihm der fortan nachgeordnete Titel Baron Yelverton, of Avonmore in the County of Cork.
Beide Titel ruhen, seit dessen Ururenkel, der 6. Viscount, am 3. September 1910 ohne männliche Nachkommen starb, da seither kein berechtigter Erbe die Titel wirksam beansprucht hat. Vermutlich besteht noch eine berechtigte Nachkommenlinie des jüngeren Sohnes des 2. Viscounts.

## Liste der Viscounts Avonmore (1800)
- Barry Yelverton, 1. Viscount Avonmore (1736–1805)
- William Yelverton, 2. Viscount Avonmore (1762–1814)
- Barry Yelverton, 3. Viscount Avonmore (1790–1870)
- William Yelverton, 4. Viscount Avonmore (1824–1883)
- Barry Yelverton, 5. Viscount Avonmore (1859–1885)
- Algernon Yelverton, 6. Viscount Avonmore (1866–1910) (Titel ruht 1910)